# Lyons (Nebraska)
Pour les articles homonymes, voir Lyons.
Lyons est une ville du comté de Burt, dans le Nebraska, aux États-Unis.